# Цензура в Беларуси
Цензура в Республике Беларусь — контроль государственных органов Республики Беларусь за содержанием и распространением информации, в том числе печатной продукции, музыкальных и сценических произведений, произведений изобразительного искусства, фото- и кинематографических произведений, передач радио и телевидения с целью ограничения либо недопущения распространения идей и сведений, которые власть полагает вредными или нежелательными.
Свободу слова в Беларуси гарантирует Конституция Республики Беларусь и другие законодательные акты, регулирующие деятельность средств массовой информации. Согласно ст. 33 Конституции, «монополизация средств массовой информации государством, общественными объединениями или отдельными гражданами, а также цензура не допускаются».
Однако, по мнению белорусских и зарубежных критиков президента Александра Лукашенко, его приход к власти в 1994 г. сопровождался ухудшением свободы прессы и СМИ. Основные источники информации для населения — телевизионные каналы Беларусь 1, ОНТ и СТВ — находятся под контролем государства, которое, по мнению тех же оппозиционеров и многих зарубежных наблюдателей, проводит на них политику, несовместимую с плюрализмом. В частности, на государственных телеканалах и радиостанциях не предоставляется слово представителям белорусской оппозиции.
В 2011 году наличие цензуры стало одним из оснований для официального разрыва отношений со страной со стороны Deutsche Bank и Royal Bank of Scotland.
В ответ на протесты в Беларуси (2020—2021) весной 2021 года были приняты поправки в законы о СМИ, массовых мероприятиях, противодействии экстремизму, органах внутренних дел, Кодекс об административных правонарушениях, Уголовный кодекс. По мнению экспертов, пакет нормативных актов, с осуждением которого выступил Комитет защиты журналистов, ещё сильнее ущемляет свободу слова и право на распространение информации. По словам Андрея Бастунца, председателя Белорусской ассоциации журналистов, поправки были введены, чтобы узаконить репрессивные практики по отношению ко СМИ, что стали массово применяться с 2020 года при игнорировании норм конституции и международных договоров. Многие формулировки в законах, по мнению экспертов, намеренно размытые, чтобы можно было практически любую непонравившуюся публикацию квалифицировать как правонарушение, например нанесение вреда национальным интересам. При этом, что такое «национальный интерес», определяют чиновники, отождествляя понятие с интересами сохранения режима Лукашенко. В частности, де-факто введён запрет на стримы с несанкционированных акций, притом получить санкцию на них оппонентам режима немыслимо.
За любую критику властей автор публикации рискует попасть под уголовное преследование по статье о дискредитации Республики Беларусь и получить до четырёх лет лишения свободы. Статья 369-1, предусматривающая ответственность за «дискредитацию Республики Беларусь», была добавлена в Уголовный кодекс Республики Беларусь Законом Республики Беларусь от 15.12.2005. Она предусматривает ответственность за «распространение заведомо ложных сведений о политическом, экономическом, социальном, военном или международном положении Республики Беларусь, правовом положении граждан в Республике Беларусь, деятельности государственных органов, дискредитирующих Республику Беларусь».
С 2020 года массовыми стали блокировки общественно-политических сайтов, что значительно ударило по их посещаемости и доходам от рекламы.

## Цензура СМИ

### 1990-е
В конце 1994 года депутат Верховного Совета Сергей Антончик представил доклад, в котором говорилось о коррупции в окружении президента. Доклад так и не был опубликован, поскольку был запрещён к печати в самый последний момент, и в результате газеты вышли с «белыми пятнами».
1 сентября 1996 года белорусское правительство закрыло «Радио 101.2». Аргументация была следующей: «С целью исключения помех в приёмных каналах ЦС РТС „Алтай“ эксплуатацию передатчика на частоте 101,2 МГц с использованием АФС на опоре по адресу: ул. Коммунистическая, 6 прекратить с 1 сентября 1996 г. Нач. БелГИЭ В. А. Никонов». При этом радиостанции типа «Алтай» работают в диапазоне 300—344 МГц. Впоследствии частота 101,2 МГц была передана пропрезидентской молодёжной организации БРСМ и никаких технических проблем работа на данной частоте не создавала.
В ноябре 1997 года Высший хозяйственный суд запретил газету «Свабода».
В 1999 году закрыта газета «Навіны». В этом же году закрылась газета «Имя». Главной причиной закрытия президент ЗАО «БДГ» Пётр Марцев назвал невозможность более обеспечить безопасность и нормальные условия работы для журналистов газеты.
12 ноября 2001 года хозяйственный суд Гродненской области ликвидировал газету «Пагоня».

### 2000-е
В 2002 году была закрыта газета «Наша Свабода».
24 июня 2002 года суд Ленинского района Гродно приговорил главного редактора газеты «Пагоня» Николая Маркевича к двум с половиной годам ограничения свободы, а журналиста этой газеты Павла Можейко — к двум годам по статье 367(2) Уголовного Кодекса (Клевета в отношении Президента Республики Беларусь).
В августе 2002 года было принято Постановление Совета Министров Республики Беларусь «О деятельности, связанной с проведением исследований и опубликованием результатов опросов общественного мнения, относящихся к общественно-политической ситуации в стране, республиканским референдумам и выборам». В соответствии с этим документом была создана комиссия по опросам общественного мнения, которая проводит аккредитацию юридических лиц, претендующих на проведение опросов и публикацию результатов, относящихся к «республиканским референдумам, выборам президента Республики Беларусь, депутатов Палаты представителей и членов Совета Республики Национального собрания Республики Беларусь и общественно-политической ситуации в стране». Ограничения, по словам депутата Палаты Представителей Игоря Котлярова, касаются не самих опросов как таковых, а публикации результатов. По мнению оппозиционных комментаторов, это связано с существенным расхождением публикуемых результатов исследований и официальными данными, оглашаемыми властями по результатам выборов и референдумов.
В мае 2003 года Министерство информации приостановило на три месяца выход «Белорусской деловой газеты» и «БДГ. Для служебного пользования».
19 июня 2003 года первый заместитель министра информации С. Ничипорович подписал приказ о приостановлении выхода «Предпринимательской газеты» на три месяца.
В августе 2003 года отозвана регистрация у газеты «День».
24 сентября 2004 года еженедельник «Рэгіянальная газета», издающийся в Молодечно, вынужден был приостанавливать свой выход вследствие приказа министра информации Владимира Русакевича. Газета неоднократно подвергалась давлению властей и позже.
25 февраля 2009 года суд Московского района города Бреста признал экстремистским № 7—8 журнала «ARCHE Пачатак». В связи с этим международная организация «Репортёры без границ», отметив, что административное и судебное преследование журнала «ARCHE» началось с момента его создания в 1997 году, заявила, что «данный случай является плохим предзнаменованием для прогресса в области свободы прессы, на который мы надеялись».
В Беларуси регулярно цензурируются программы российских телеканалов. В частности, из юмористических передач цензоры вырезают шутки о Лукашенко. Например, в июне 2009 года был вырезан сюжет из программы «Прожекторперисхилтон», а в начале 2010-го — из программы «Большая разница». Претензии к цензуре российских телеканалов в Беларуси высказывал директор редакции иностранного вещания канала «ТВ Центр» Владимир Какашвили.
4 июля 2010 года белорусские телезрители не смогли увидеть на телеканале «НТВ-Беларусь» критический фильм об Александре Лукашенко «Крёстный батька», поскольку в Беларуси он был «вырезан» из трансляции. Директор дирекции телеканала «НТВ-Беларусь» Сергей Булацкий отказался отвечать на вопрос о причинах. Цензура данного фильма не ограничилась телевидением. Номер еженедельной газеты «Наша нива», в котором на первой полосе был опубликован материал под названием «Крестный батька капитулировал» (бел. Хросны бацька капітуляваў), посвящённый ситуации с Таможенным союзом Беларуси и России, фильмом и реакции белорусских властей на этот фильм, не поступил в розничную продажу. При этом он был выпущен обычным тиражом, пришёл подписчикам и поступил в газетную экспедицию. Все попытки редакции выяснить, куда пропала газета после экспедирования, результата не дали. В городе Кричеве сотрудники милиции конфисковали тираж газеты «Свободный город» (бел. Вольны горад), в котором также содержалась информация о фильме.
По состоянию на июль 2010 года в Беларуси официально издаются и распространяются независимая газета «Витебский курьер», оппозиционные газеты «Наша Нива» и «Народная Воля».
12 января 2011 года было закрыто «Авторадио» по причине несоблюдения творческой концепции и распространения в эфире информации, содержащей публичные призывы к экстремистской деятельности. Основанием для таких выводов стали официальные предвыборные ролики кандидатов в президенты Некляева и Санникова, звучавших на этом радио.
2 марта 2011 года в сети Интернет появился список белорусских и зарубежных деятелей культуры и искусства, которых якобы запрещено упоминать и публиковать в белорусских СМИ. Опубликовавший список крупнейший белорусский интернет-портал TUT.BY пишет, что имеет подтверждение ряда СМИ о существовании такого списка, полученного ими в качестве негласного распоряжения. Министр информации Олег Пролесковский назвал список «гнусной фальшивкой». Но одновременно с тем в стране под всяческими предлогами стали отменяться выступления музыкальных коллективов, включенных в этот список.
С 1 января 2012 года крупнейший государственный оператор кабельного телевидения МТИС прекратил вещание телеканала «Euronews» — последнего не подвергшегося цензуре — без объяснения причин. Однако в сетях других кабельных операторов данный телеканал продолжал транслироваться. Помимо этого был отключен российский телеканал «ТНТ» на всей территории РБ. С 1 июня 2012 года ОАО МТИС возобновило трансляцию «Euronews». Причиной отключения были объявлены разногласия с правообладателями этого новостного телеканала на территории Беларуси относительно стоимости ретрансляции «Euronews» в кабельных сетях Минска.
20 декабря 2014 года были заблокированы доменные имена независимого информационного агентства БелаПАН и сайта naviny.by. В тот же день был заблокирован сайт Onliner.by, пятый по популярности в Беларуси (см. ниже).
Спецдокладчик ООН по вопросу о положении в области прав человека в Беларуси Миклош Харасти считает, что за 20 лет в Беларуси сложилась устойчивая и эффективная система подавления свободы слова, а «независимость средств массовой информации в Беларуси невозможна».
В декабре 2017 года Министерство информации Республики Беларусь заблокировало портал «Белорусский партизан» за публикацию «запрещенной информации». В результате «Белорусский партизан» возобновил работу, изменив домен * .org на * .by.
24 января 2018 года был заблокирован оппозиционный сайт «Хартия’97» согласно решению Министерства информации.

### 2020—2022 годы
8 августа 2020 года (за день до президентских выборов) по решению Министерства информации был заблокирован сайт afn.by (Агентство финансовых новостей), специализировавшийся на экономических новостях и аналитике.
Началом массовых репрессий против белорусских СМИ можно считать сам день выборов — 9 августа. На протяжении трех дней интернет в стране был фактически отключен, читатели не могли получить доступ вообще ни к каким (в том числе государственным) ресурсам. Однако даже после восстановления доступа белорусы не смогли зайти на сайты десятков СМИ. При этом официальной информации об ограничении доступа не было почти две недели.
Лишь 21 августа стало известно о решении Министерства информации заблокировать 72 сайта (по другим данным — 73) независимых интернет-ресурсов, в том числе к сайтам СМИ и новостным сайтам (российское информагентство «Регнум», «Радыё Свабода», «Белсат», «by.tribuna.com», «Еврорадио», «Виртуальный Брест», «Про Гомель», «Витебский курьер», могилёвский «Машека» и др.). Основаниями для блокировки были названы использование сайтов для координации деятельности по организации массового неповиновения представителям власти и распространение информации, способной нанести вред национальным интересам Республики Беларусь.
28 августа 2020 года на основании решения Министерства информации на территории страны заблокирован доступ к информационным ресурсам naviny.by и NN.by (газета «Наша Ніва»), широко освещавшим акции массового протеста.
В августе 2020 года ряд независимых газет («КП в Беларуси», «Народная воля», «Свободные новости плюс», «БелГазета») столкнулся с невозможностью печатать или распространять тираж номеров, посвящённых реакции общества на проведение президентских выборов. «Белпочта» и «Белсоюзпечать» отказались распространять издания. Вскоре белорусские типографии и вовсе отказались печатать «Народную волю», «Комсомолку», «СН+». После «Народная воля» печаталась некоторое время в Москве, но московская типография разорвала договор с редакцией, и бумажный выпуск газеты прекратился. 13 ноября 2020 года весь тираж «Народной Воли» (печатался в России) был изъят из редакции неизвестными людьми, не предъявившими документов (предположительно силовики).
С ноября 2020 года на полгода прекратился выпуск «Газеты Слонімской» в связи с изъятием оргтехники и заведением уголовного дела на владельца издания. С 2021 года Брестская областная типография отказалась печать «Брестскую газету» (государство владеет или контролирует типографиями, имеющими лицензию на печать газет). Брестская городская прокуратура также вынесла предупреждения двум журналистам «Брестской газеты» за распространение недостоверной информации, не пояснив основания для предупреждения и запретив фотографировать его текст, в том числе журналистку Наталью Пармон не ознакомили с текстом официального предупреждения. У нескольких сотрудников брестского интернет-издания «Першы Рэгіён» изымали технику в рамках расследования уголовного дела за оскорбление Александра Лукашенко. Один из журналистов заявил, что во время допроса он сдал свой телефон в камеру хранения РОВД, а после допроса его переписка в Viber была просмотрена и частично удалена. Всего в 2020 году под разными предлогами было отказано в печати четырём газетам («Свободные новости плюс», «БелГазета», «Газета Слонімская» и «Народная воля»). На «Народную Волю» и «Свободные новости плюс» подала в суд Белпочта.
По состоянию на январь 2021 года ввиду отказа белорусских типографий печатать негосударственные издания, а Белпочты и Белсоюзпечати распространять их, не печатаются «БелГазета», «Народная воля», «Свободные новости плюс» и «Брестская газета». «КП в Беларуси» печатается в России и продаётся только через отдельные магазины, но её тираж с августа 2020 года упал на порядок: со 150 до 39 тысяч экземпляров. С февраля 2021 года «Белсоюзпечать» приняла решение отказать в распространении и «Новаму Часу».
С 12 апреля 2021 года по решению Министерства информации Республики Беларусь запрещён к показу канал «Euronews».
В марте 2021 года в одностороннем порядке «Белсоюзпечать» прекратила распространение журналов «Нашай Нівы»: «Наша гісторыя», «Асцярожна: дзеці!» и «Дуду», — «Белкніга», дочерняя сеть магазинов Министерства информации Республики Беларусь, также отказалась их продавать, в апреле то же сделала «Академкнига», которая принадлежит Национальной академии наук Беларуси, также стало известно, что «Белпочта» расторгает договор с их издателем с июля 2021 года.
Из-за интервью со Светланой Тихановской от 14 апреля 2021 года негосударственный еженедельник «Intex-press» получил предупреждения Барановичской межрайонной прокуратуры и Министерства информации за «распространение информации, распространение которой запрещено», а главный редактор Владимир Янукевич был дважды оштрафован (за электронную и печатную версию интервью, которое признали экстремистским). После публикации распространять газету отказались «Белпочта», частные торговые сети («Белмаркет», «Марцін», «Доброном» и др.), «Белсоюзпечать», а с 9 мая 2021 года Белорусский дом печати отказался и печатать газету.
Попытка возобновить выпуск «Газеты Слонимской» в мае-июне 2021 года не удалась, так как типографии в Бресте, Пинске и Гродно отказались печатать негосударственные газеты.
28 октября 2021 года в стране заблокировали Deutsche Welle, телеканал «Настоящее время» и издание «Настоящее время». Спустя несколько дней МИД ФРГ обратился к властям Беларуси с требованием объяснить блокировку сайта DW, а гендиректор издания Петер Лимбург назвал все озвученные ранее претензии «смехотворными».
9 марта 2022 года информационная продукция немецкого издания Deutsche Welle, в том числе телеграм-канал и чат «DW Беларусь» и логотип «DW», в Беларуси теперь причислена к экстремистским материалам. Такое решение принял суд Центрального района Минска по представлению ГУБОПиК МВД.

## Репрессии против журналистов
16 сентября 2002 года суд в Минске приговорил редактора газеты «Рабочий» Виктора Ивашкевича к двум годам ограничения свободы по обвинению в клевете на президента.
20 октября 2004 года в Минске была убита журналистка оппозиционной газеты «Салідарнасць» Вероника Черкасова.
18 января 2008 года журналист, экс-редактор газеты «Згода» Александр Сдвижков, перепечатавший в феврале 2006 года карикатуры на пророка Мухаммеда из датской газеты Jyllands-Posten, был приговорён к трём годам колонии за разжигание расовой, национальной или религиозной вражды, совершенное должностным лицом с использованием своих служебных полномочий. Однако уже 22 февраля 2008 года Верховный суд Республики Беларусь изменил наказание Александру Сдвижкову с трёх лет колонии на три месяца ареста. В результате журналист был освобождён.
В августе 2009 года Иван Роман, корреспондент польского «Радио Рация», получил официальное предупреждение КГБ «о недопустимости незаконных действий» и уголовной ответственности по статье 369-1 УК РБ «Дискредитация Республики Беларусь». Суть претензий состояла в том, что Роман написал, что на гродненском заводе Неман происходят задержки с выплатой зарплаты. Сам факт сотрудники КГБ не отрицали, однако потребовали, чтобы Роман писал, что «несмотря на кризис, зарплаты выплачиваются».
Во время несанкционированного митинга в Минске в день выборов президента 19 декабря 2010 года ряд журналистов был избит и арестован. Против некоторых из них возбуждены уголовные дела. Член Белорусской ассоциации журналистов (БАЖ) Александр Отрощенков осуждён на 4 года лишения свободы в колонии усиленного режима. Шесть членов БАЖ признаны узниками совести: Наталья Радина, Ирина Халип, Дмитрий Бондаренко, Павел Северинец, Сергей Возняк, Александр Федута.
19 декабря 2011 года на несанкционированной акции оппозиции сотрудниками милиции в штатском был задержан журналист негосударственной газеты «Новы Час» Никита Бровка. Несмотря на то, что в суде главный редактор издания Алексей Король письменно подтвердил тот факт, что Никита Бровка выполнял задание редакции, журналиста на следующий день осудили на 10 суток ареста. После выхода на свободу Никиту Бровку отчислили с факультета белорусской и русской филологии Белорусского государственного педагогического университета (БГПУ) им. Максима Танка, где он учился на 2 курсе.
Государство, сохраняя монополию на электронные СМИ, а также на системы распространения и печати, ограничивает не только белорусские независимые издания, но и работу корреспондентов иностранных медиа. Заявления на аккредитацию иностранных СМИ МИДом произвольно отклоняются. В результате многие иностранные журналисты вынуждены работать нелегально.
2020—2021 годы
Во время и после президентских выборов 2020 года положение независимой журналистики серьёзно осложнилось в результате освещения массовых протестов. По заявлению Белорусской ассоциации журналистов, на улице Кальварийской вечером 10 августа внутренние войска целенаправленно стреляли по журналистам независимых изданий (tut.by и «Наша Ніва»), одетым с яркие жилеты с надписью «Пресса» и имевших бейджи-удостоверения. Независимые журналисты задерживались 10-11 августа Минске, Бресте и Бобруйске. Ночью с 10 на 11 августа при неизвестных обстоятельствах исчез главный редактор издания «Наша Ніва» Егор Мартинович (был в журналистском жилете и имел удостоверение): он успел отправить SOS-СМС жене (условный знак о задержании). К 13:30 11 августа информация о его состоянии и местоположении отсутствовала. После его исчезновения сайт издания перестал обновляться, а вскоре доступ к нему исчез. Вечером 11 августа во время новых протестов сообщалось о многочисленных случаях изъятия различными государственными формированиями карт памяти фотоаппаратов и видеокамер у журналистов, принуждения к удалению ими сделанных снимков и порчи им фото- и видеоаппаратуры. Журналистов onliner.by задержали в Минске, разбили их камеру, но вскоре отпустили.

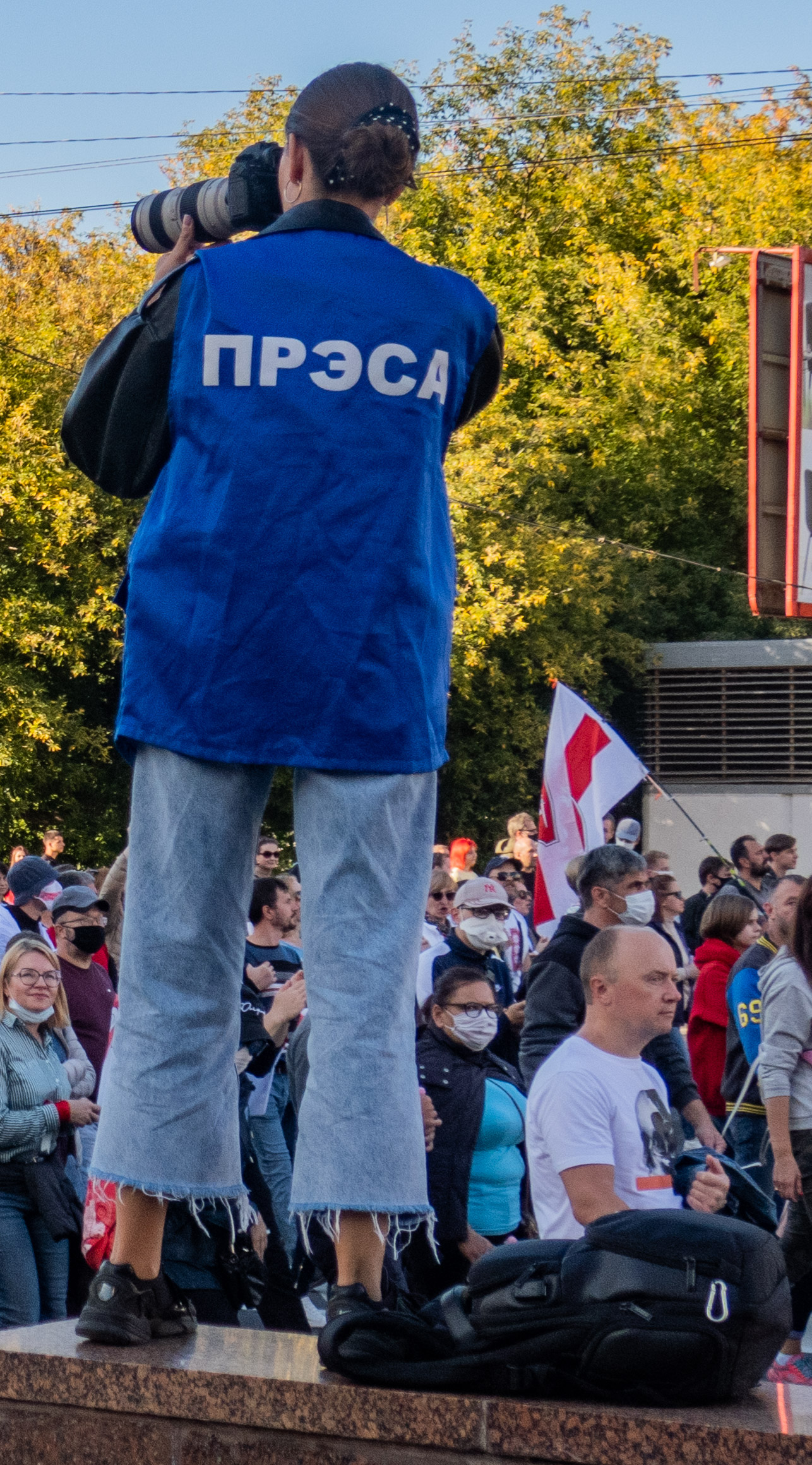
Фотожурналист в специальном ярком жилете

27 августа несколько десятков журналистов собрались на площади Свободы в Минске для освещения готовившейся мирной акции протеста. В самом начале акции около 50 журналистов было задержано: их принудили сесть в милицейские автобусы и увезли в Октябрьское РУВД. В течение нескольких часов у журналистов проверяли документы и содержимое мобильных телефонов. 4 журналиста, отказавшиеся предоставлять доступ к своим мобильным телефонам, были привлечены к административной ответственности за участие в несанкционированном массовом мероприятии. Шведского фотожурналиста Пола Хансена депортировали из страны с запретом въезда на 5 лет. Также была выслана съёмочная группа немецкого телеканала ARD; сообщалось о массовом лишении аккредитации иностранных журналистов (BBC, Радио Свобода, Reuters, Associated Press, Deutsche Welle, RFI). Белорусская ассоциация журналистов потребовала возбудить уголовное дело по статье 198 УК РБ «Воспрепятствование законной профессиональной деятельности журналистов».
По данным Белорусской ассоциации журналистов, по состоянию на утро 29 августа 2020 года власти 249 раз за 2020 год нарушали права журналистов и препятствовали выполнению ими своей работы.
Вечером 13 сентября фотокорреспондентов Владимира Гридина и Александра Васюковича арестовали в минском кафе после воскресной акции протеста, на которой они присутствовали как журналисты. 16 сентября их осудили на 11 суток ареста за участие в несанкционированном массовом мероприятии. В знак протеста многие белорусские интернет-издания 17 сентября заменили иллюстрации на главных страницах сайтов заглушками с информацией об их аресте.
Белорусская ассоциация журналистов собрала 540 случаев, нарушающих, по её мнению, права журналистов, за 2020 год. Всего за год произошло 480 задержаний журналистов в связи с профессиональной деятельностью, десятки ранений и травм, включая по меньшей мере два ранения резиновыми пулями и одно осколочное ранение.
По состоянию на 16 января 2021 года, по данным Белорусской ассоциации журналистов, 8 человек содержатся в следственных изоляторах в Минске и Жодино в связи с осуществлением журналистской деятельности. Ряд журналистов числятся подозреваемыми по уголовным делам.
18 февраля 2021 года журналистки базирующегося в Польше телеканала «Белсат» Екатерина Андреева и Дарья Чульцова, арестованные 15 ноября 2020 года во время стрима брутального разгона силовиками «Площади Перемен», где до этого был избит Роман Бондаренко, были приговорены судом Фрунзенского района города Минска к 2 годам колонии общего режима.
2 марта 2021 года суд Московского района города Минска приговорил журналистку TUT.BY Екатерину Борисевич, арестованную 19 ноября 2020 года за освещение обстоятельств смерти активиста Романа Бондаренко, к 6 месяцам колонии, а также штрафу в 100 базовых величин.
По уголовному делу за вмешательство в деятельность милиции 12 марта 2021 года был арестован Денис Ивашин, журналист «Новага Часу», что был автором цикла статей «Каго ці што абараняе „Беркут“ у Беларусі» (с бел. — «Кого или что защищает Беркут в Беларуси») и за день до задержания давал интервью каналу «Настоящее время», в котором сообщил о результатах своего журналистского расследования.
1 октября 2021 года был задержан (предположительно в Москве) белорусский журналист «Комсомольской правды» Геннадий Можейко; ему было предъявлено обвинение по двум статьям Уголовного кодекса Республики Беларусь.
По данным Белорусской ассоциации журналистов, на 29 декабря 2021 года в Республике Беларусь в неволе находились 32 представителя СМИ.
19 января 2022 года суд в Минске присудил два года колонии общего режима по ч.1 ст.342 УК РБ («Организация и подготовка действий, грубо нарушающих общественный порядок, либо активное участие в них») находящемуся под стражей с начала июня 2021 года политическому заключённому, журналисту, блогеру и футболисту Александру Ивулину.
3 марта 2022 года суд Советского района Минска приговорил к 1 году и 6 месяцам колонии общего режима журналиста Олега Груздиловича, который сотрудничал с Белорусской службой «Радио Свобода». Его признали виновным по статье 342 УК РБ («Организация и подготовка действий, грубо нарушающих общественный порядок, либо активное участие в них»). Свою вину журналист не признал. Дело завели после того, как Груздилович лишился аккредитации МИД как журналист Белорусской службы «Радио Свобода» и освещал в 2020 году один из протестных маршей как внештатный корреспондент газеты «Народная воля».
15 марта 2022 года белорусский суд присудил политзаключённым сотрудникам интернет-издания «Наша Нiва» главному редактору Егору Мартиновичу и начальнику отдела рекламы и маркетинга Андрею Скурко 2,5 года колонии. Их признали виновными в «причинении имущественного ущерба без признаков хищения, совершенного группой лиц по предварительному сговору, в крупном размере».
8 июня 2022 года могилёвский областной суд приговорил к 6 годам колонии усиленного режима политического заключённого, внештатного журналиста Белорусской службы Радио Свобода Андрея Кузнечика, обвинив его в создании экстремистского формирования (статья 361−1 УК Беларуси). Суд проходил в закрытом режиме.
3 августа 2022 года Гомельский областной суд приговорил к 5 годам колонии общего режима бывшую сотрудницу «Белсата», штатную сотрудницу польского телевидения (TVP) журналистку Ирину Славникову, осудив её по двум статьям Уголовного кодекса: грубое нарушение общественного порядка (ч. 1 ст. 342) и создание экстремистского формирования (ч. 1 ст. 361−1), а также обвинив в участии в акции протеста 30 августа 2020, в ходе которой «она вместе с иными гражданами выходила на проезжую часть, блокировала движение транспорта и выкрикивала различные лозунги».
По состоянию на 9 декабря 2022 года Беларусь находилась на 5-м месте по количеству журналистов в заключении, согласно данным Международной федерации журналистов.

## Цензура фильмов и литературы
В июле 2009 года в Минске было объявлено о создании контролирующего органа, который будет подвергать тщательной проверке все кинематографические и литературные произведения, поступающие в страну. Без государственной регистрации фильма в Беларуси невозможно организовать легальный кинопоказ, даже бесплатный. На апрель 2010 года в списке запрещенных к распространению в Беларуси насчитывалось 107 фильмов. Культуролог и кинокритик Максим Жбанков отмечает, что в современных условиях, когда фильмы распространяются через интернет, запрет теряет смысл, а иногда это дает даже обратный эффект, привлекая интерес к запрещённому.
Власть осуществляет давление на членов Союза белорусских писателей и цензурирует программы образования с целью недопущения неприемлемых авторов и произведений. Оппозиционные СМИ утверждают также, что существует негласный список деятелей культуры, произведения которых запрещены к исполнению в Белоруссии по политическим мотивам, власти отрицают наличие такого списка. Оппозиционный сайт Хартия’97 утверждает, что Республика Беларусь является единственной страной в Европе, «где сохраняется политическая цензура в сфере культуры».
В ноябре 2015 года по приказу Министерства информации был уничтожен весь тираж (1000 экземпляров) книги политолога Виталия Силицкого «Долгая дорога от тирании: посткоммунистический авторитаризм и борьба за демократию в Сербии и Беларуси».
В марте 2020 года книга Екатерины Андреевой и Ильи Ильяша «Белорусский Донбасс» была признана экстремистской судом Октябрьского района Минска. Также под запрет попала книга Змитера Лукашука 2020 года «бел. Беларуская нацыянальная ідэя» (с бел. — «Белорусская национальная идея»), составленная на базе интервью журналиста Европейского радио для Беларуси.
18 мая 2022 года стало известно о запрете в Беларуси продажи романа Оруэлла «1984» и признании экстремистской книги Ольгерда Бахаревича «Собаки Европы».
В июне 2022 года из государственных библиотек стали убирать книги белорусских писателей из чёрного списка, в котором оказалось более 30 писателей.
В августе 2022 года сотрудник Министерства культуры сообщил, что книги Светланы Алексиевич находятся в республиканской комиссии по экстремизму, которая должна дать соответствующее заключение.
В 2022 году властями Беларуси были закрыты несколько независимых издательств, выпускавших художественную, историческую и научную литературу белорусских классиков и современных авторов. Под закрытие попали издательства «Янушкевич», «Голиафы» и «Лимариус».

## Цензура музыки и музыкантов
Одними из первых запретов на выступления в Беларуси подверглась группа Нейро Дюбель в 2005 году. Сначала им стали отменять концерты, а потом перестали выдавать разрешение на проведение концертов. Запрет на выступления стали получить и другие группы, которые участвовали на площади Бангалор в Минске в концерте 2004 года, посвящённом десятилетию правления президента.

## Цензура в Интернете
9 сентября 2001 года во время проведения очередных президентских выборов в Беларуси на внешнем интернет-шлюзе РУП «Белтелеком» впервые были заблокированы десятки белорусских общественно-политических интернет-ресурсов, освещавших ход выборов. В первую очередь, речь идет о сайте charter97.org.
В мае 2006 года сотруднику организации Институт «Открытое общество» было предъявлено обвинение в незаконной установке VoIP-шлюза сервиса Skype и причинении тем самым вреда национальному оператору связи РУП «Белтелеком» на 100 000 $, поскольку белорусские законы запрещают все звонки по сети, за исключением тех, что проходят через государственного оператора.
Начиная с августа 2007 года в белорусских школах началось внедрение специальных технологий по очистке сетевого контента от «нежелательной информации».
Закон «О средствах массовой информации», который вступил в силу 8 февраля 2009 года, наделил правительство правом регулировать деятельность интернет-СМИ.
В сентябре 2009 года председатель белорусского Общественного совета по нравственности Николай Чергинец заявил о необходимости слежки за Интернетом для предотвращения пропаганды насилия и распространения детской порнографии.
14 декабря 2009 года белорусские СМИ опубликовали проект указа «О мерах по совершенствованию использования национального сегмента глобальной компьютерной сети Интернет». Многие комментаторы сочли данный проект средством усиления цензуры в белорусском сегменте сети. В январе 2010 года Министерство юстиции запретило общественной организации «Таварыства беларускай мовы імя Скарыны» провести мероприятие по публичному обсуждению этого проекта указа.
В январе 2010 года Оперативно-аналитический центр при Президенте Республики Беларусь получил новые полномочия, позволяющие ему контролировать каналы связи (в том числе и интернет-трафик) для выполнения оперативно-розыскной деятельности.
1 февраля 2010 года Александр Лукашенко подписал указ № 60, регламентирующий доступ к Интернету, согласно которому интернет-провайдеры обязаны идентифицировать абонентские устройства пользователей, а владельцы интернет-кафе и компьютерных клубов должны будут осуществлять идентификацию посетителей. Также указ регламентирует механизм ограничения доступа к информации по требованию пользователя интернет-услуг.
29 апреля 2010 года Совет Министров РБ издал постановление № 644 о порядке государственной регистрации информационных сетей, систем и ресурсов национального сегмента глобальной компьютерной сети Интернет, размещённых на территории Республики Беларусь. Постановление вступило в силу 1 мая 2010 года. В соответствии с постановлением создан Государственный реестр информационных сетей, систем и ресурсов. К числу ресурсов, требующих регистрации в реестре, относятся центры обработки данных, каналы связи и интернет-сайты. Регистрации подлежат ресурсы, принадлежащие как юридическим, так и физическим лицам.
4 июня 2010 года «Агентство финансовых новостей» опубликовало проект совместного постановления Оперативно-аналитического центра и Министерства связи «Об утверждении Положения о порядке ограничения доступа пользователей интернет-услуг к информации, запрещённой к распространению в соответствии с законодательными актами».
5 июля 2010 года перестал быть доступен сайт независимой газеты «Витебский курьер», расположенный на хостинге Витебского филиала Белтелекома. Эксперты заговорили о том, что это результат действия нового указа белорусского президента о зачистке Интернета. Учредители издания были того же мнения.
19 декабря 2010 года, в день президентских выборов, был заблокирован доступ на оппозиционные интернет-ресурсы «Хартия’97» и «Белорусский партизан»; по мнению редактора сайта charter97.org, доступ был заблокирован РУП «Белтелеком». Также был заблокирован протокол защищенных соединений к зарубежным ресурсам, что привело к невозможности работы с сайтами, использующими этот протокол (в частности, не работала почта Gmail).
С 11 апреля 2011 года для государственных и образовательных учреждений заблокирован доступ к оппозиционным ресурсам «Белорусский партизан» и «Хартия’97».
В опубликованном 18 апреля 2011 года докладе правозащитной организации «Фридом хаус» Беларусь попала в список стран с «несвободным» доступом к интернету и заняла 29-е место среди 37 попавших в доклад стран.
В мае 2011 года в список запрещённых сайтов был включён prokopovi.ch, на котором в условиях острого валютного кризиса публиковались курсы валют и предложения об обмене, а в июне — известный блог Евгения Липковича в Живом Журнале lipkovich. По словам представителей генпрокуратуры, причиной запрета доступа к блогу стало «распространение информации деструктивного характера и надругательство над государственными символами».
8 ноября 2011 года Совет Республики Национального собрания одобрил поправки в законы об административных правонарушениях, которые, в частности, устанавливают ответственность юридических лиц и индивидуальных предпринимателей за использование в своей коммерческой деятельности зарубежных интернет-ресурсов и ресурсов, не зарегистрированных в установленном порядке, а также за предоставление интернет-пользователям доступа к информации, запрещенной государственным законодательством. Независимые обозреватели считают, что в случае окончательного утверждения поправок будет нанесён значительный ущерб развитию Интернета в стране.
После того, как в августе 2012 г. на сайте Change.org появилась петиция с требованием освободить Антона Суряпина и Сергея Башаримова, арестованных в связи с акцией, известной как «Плюшевый десант», доступ к этому сайту в Беларуси был закрыт.
С 1 декабря 2018 законодательно запрещены анонимные комментарии и обсуждения. Каждый желающий высказаться обязан подтвердить свою личность с помощью мобильного телефона.
В день президентских выборов 2020 года по всей республике начались проблемы с доступом в Интернет; в первую очередь — к мессенджерам и социальным сетям. Власти обвинили в нефункциональном состоянии Интернета DDoS-атаки из-за рубежа, но независимые технические специалисты считают более вероятным применение государством, обладающим монополией на внешние каналы связи, технологии DPI (Deep packet inspection) и/или намеренного шейпинга. Пользователи начали массово обходить де-факто существующую блокировку с использованием сервисов VPN. Проблемы сохранялись 10 и 11 августа, периодически исчезал доступ к внешним ресурсам, в то время как часть белорусских сайтов открывалась. В сентябре американская компания Sandvine признала, что для блокировки доступа использовалось её программное оборудование, модифицированное сторонним кодом. Оборудование было установлено в Национальном центре обмена трафиком.
21 августа 2020 заблокирован доступ к 73 ресурсам (сайты правозащитных организаций, СМИ, прокси-сервисы, почта Proton Mail, один из сайтов Psiphon).
18 мая 2021 года был заблокирован «TUT.BY» и ряд его дочерних сайтов, в том числе зеркала и E-mail сервис. Вместе с рейдом на офис компании не менее 18 сотрудников были арестованы в рамках заведённого уголовного дела по неуплате порталом налогов.
Российский спортивный сайт «Sports.ru» заблокирован с мая 2021 года.
Перед новым 2024 годом во время трансляции новогоднего выступления Светланы Тихановской в Беларуси не открывался YouTube.

### Преследование википедистов
Редактору Википедии Марку Бернштейну было предъявлено обвинение по статье 342.1 УК Республики Беларусь («Организация и подготовка действий, грубо нарушающих общественный порядок, либо активное участие в них»). 29 марта 2022 года решением ряда правозащитных организаций Беларуси он был признан политическим заключённым. 24 июня 2022 года суд пригворил его к 3 годам ограничения свободы.
В апреле 2022 года суд Московского района Бреста приговорил редактора Википедии из Бреста Павла Перникова к 2 годам колонии по обвинению в дискредитации Беларуси (статья 369-1 УК).

## Рейтинги свободы прессы и СМИ

### Freedom of the Press
Freedom of the Press (англ.) — исследование свободы прессы, которое публикуется организацией «Freedom House».
1 мая 2009 года международная правозащитная организация «Freedom House» в своём докладе о состоянии свободы прессы поместила Республику Беларусь на 188 место из 195 со статусом «Отсутствие свободы прессы» («Not Free»).
29 апреля 2010 года «Freedom House» в своём докладе о состоянии свободы прессы поместила Республику Беларусь на 189/190 место (наряду с Узбекистаном) из 196 со статусом «Отсутствие свободы прессы» («Not Free»); позади РБ в итоговой таблице оказались Куба, Эритрея, Ливия, Мьянма, Туркменистан и Корейская Народно-Демократическая Республика.
1 мая 2012 года в обновлённом докладе о состоянии свободы прессы «Freedom House» поместила Республику Беларусь на 193 место из 197 со статусом «Отсутствие свободы прессы» («Not Free»); позади РБ в итоговой таблице оказались только Эритрея, Узбекистан, Туркменистан и Северная Корея.
В 2014 Беларусь получила 93 балла и получила 194 место в списке из 199 государств. Составители рейтинга отметили, что хуже, чем в Беларуси, со свободой слова дела обстоят в Крыму, Эритрее, Туркменистане, Узбекистане и Северной Корее.

### Worldwide Press Freedom Index
Worldwide Press Freedom Index (англ.) — Всемирный индекс свободы прессы, публикуется организацией «Репортёры без границ».
Репортёры без границ в своих ежегодных отчётах по уровню свободы прессы с 2002 года помещают Беларусь на позиции в заключительной части сводной таблицы:
| Год  | Положение Беларуси в списке | Изменения | Всего государств в списке |
| ---- | --------------------------- | --------- | ------------------------- |
| 2002 | 124                         |           | 139                       |
| 2003 | 151                         | ▼ 27      | 166                       |
| 2004 | 144                         | ▲ 7       | 167                       |
| 2005 | 152                         | ▼ 8       | 167                       |
| 2006 | 151                         | ▲ 1       | 168                       |
| 2007 | 151                         | ▬         | 169                       |
| 2008 | 154                         | ▼ 3       | 173                       |
| 2009 | 151                         | ▲ 3       | 175                       |
| 2010 | 154                         | ▼ 3       | 178                       |
| 2011 | 168                         | ▼ 14      | 179                       |
| 2014 | 157                         | ▲ 11      | 180                       |
| 2015 | 157                         | ▬         | 180                       |
| 2016 | 157                         | ▬         | 180                       |
| 2017 | 153                         | ▲ 4       | 180                       |
| 2018 | 155                         | ▼ 2       | 180                       |
| 2019 | 153                         | ▲ 2       | 180                       |
| 2020 | 153                         | ▬ 0       | 180                       |
| 2021 | 158                         | ▼ 5       | 180                       |
| 2022 | 153                         | ▲ 5       | 180                       |
| 2023 | 157                         | ▼ 4       | 180                       |
| 2024 | 167                         | ▼ 10      | 180                       |

В рейтинге 2011 Беларусь заняла 168 место из 179 стран — наихудшее за всю историю данного рейтинга. Чуть выше находятся Азербайджан, Шри-Ланка, Сомали, Лаос, Египет, Куба (162—167), ниже — всего 11 государств (Мьянма, Судан, Йемен, Вьетнам, Бахрейн, Китай, Иран, Сирия, Туркменистан, КНДР и Эритрея). Все соседи Беларуси получили более высокий рейтинг — Польша (24 место), Литва (30-31 места), Латвия (50-51 места), Украина (116 место) и Россия (142 место).
Главной причиной ухудшения рейтинга в 2011 году, по мнению организации, стал разгон протестов после переизбрания Александра Лукашенко. В итоговом отчёте «Репортёров без границ» указывается на влияние на итоговый результат ареста более чем ста журналистов и независимых блогеров и увеличения давления на независимые СМИ, а также попытка Лукашенко сделать из СМИ козлов отпущения в свете начавшегося финансового кризиса.